# Lista de partide politice din Italia
Partidele politice din Italia sunt numeroase și de la cel de-al Doilea Război Mondial niciun partid nu a câștigat suficient sprijin pentru a guverna singur. Astfel, partidele formează alianțe politice și guverne de coaliție.
La alegerile generale din 2018, trei grupări au obținut majoritatea voturilor și majoritatea locurilor din cele două camere ale Parlamentului italian: Coaliția de centru-dreapta, compusă din Liga Nordului, Forza Italia, Frații Italiei și aliați minori; Mișcarea 5 Stele; și o coaliție de centru-stânga, compusă din Partidul Democrat și aliați minori.

## Partide active

### Coalițiile
Coalițiile active au obținut garantat 10 % din voturi la alegerile Parlamentare/Europarlamentare :
| Nume                       | Poziție politică                    | Ideologie                                                       | Camera Deputaților | Senat     | Guverne Regionale | Consilii Regionale | Parlamentul European |
| -------------------------- | ----------------------------------- | --------------------------------------------------------------- | ------------------ | --------- | ----------------- | ------------------ | -------------------- |
| Coaliția de centru-dreapta | centru-dreapta spre extremă dreaptă | Liberalism conservator Creștin-democrație Național Conservatism | 268 / 630          | 137 / 315 | 13 / 20           | 413 / 897          | 40 / 73              |
| Coaliția de centru-stânga  | centru-stânga                       | Socialism democratic Social-democrație Progresism               | 135 / 630          | 66 / 315  | 6 / 20            | 313 / 897          | 19 / 73              |

#### Partidele mari
| Nume                 | Poziție politică             | Ideologie                                                                                      | Camera Deputaților | Senat    | Președintii Regionale | Consilii Regionale | Parlamentul European | Afiliere Națională         | Afiliere Europeană                                                         | Afiliere Internațională |
| Mișcarea Cinci Stele | Big Tent                     | Populism Anti-globalizare Democrație directă Euroscepticism                                    | 206 / 630          | 97 / 315 | 0 / 20                | 102 / 897          | 14 / 76              | Nu are                     | Europa Libertății și Democrației Directe (2014-2019) Nu are (2019-prezent) | Nu are                  |
| Liga Nordului        | Dreapta spre Extremă dreapta | Federalism Regionalism Populism Conservatorism Euroscepticism                                  | 125 / 630          | 60 / 315 | 5 / 20                | 192 / 897          | 29 / 76              | Coaliția de centru-dreapta | Identitate și Democrație                                                   | Nu are                  |
| Partidul Democrat    | Centru-stânga                | Social-democrație Pro-europenism                                                               | 90 / 630           | 36 / 315 | 7 / 20                | 189 / 897          | 18 / 76              | Coaliția de centru-stânga  | Alianta Progresista a Socialistilor si Democratilor                        | Alianța Progresistă     |
| -------------------- | ---------------------------- | ---------------------------------------------------------------------------------------------- | ------------------ | -------- | --------------------- | ------------------ | -------------------- | -------------------------- | -------------------------------------------------------------------------- | ----------------------- |
| Forza Italia         | Centru-dreapta               | Liberalism Conservator Creștin-democrație Liberalism Populism                                  | 97 / 630           | 58 / 320 | 4 / 20                | 74 / 897           | 7 / 76               | Coaliția de centru-dreapta | Partidul Popular European                                                  | Nu are                  |
| Frații Italiei       | Dreapta spre Extremă dreapta | Național Conservatism Conservatorism Social Conservatorism Naționalism Euroscepticism Populism | 35 / 630           | 18 / 315 | 1 / 20                | 57 / 897           | 6 / 76               | Coaliția de centru-dreapta | Conservatorii și Reformiștii Europeni                                      | Nu are                  |
| Italia Viva          | Centru spre Centru-stânga    | Liberalism social Pro-europenism                                                               | 30 / 630           | 16 / 315 | 0 / 20                | 19 / 897           | 1 / 76               | Nu are                     | Renew Europe                                                               | Nu are                  |